# 일직층
일직층(Iljik formation, 一直層)은 대한민국 경상 분지 의성소분지에 분포하는 중생대 백악기 경상 누층군 하양층군의 최하부 지층으로, 경상북도 안동시 일직면를 표식지로 하여 군위군 부계면에서 의성군과 안동시 일직면을 지나 풍천면과 풍산읍에서 안동 단층에 의해 잘리기 전까지 길게 분포한다. 일직층은 호수 주변에 위치하고 있던 하천 환경에서 하도 측방 이동과 유량 변화에 따른 퇴적 작용의 결과로서 형성된 것으로 해석된다.

## 지역별 지질

### 안동시
안동 지질도폭(1988)에 의하면 본 지층은 주로 자색(赭色) 실트스톤과 이암으로 구성되어 있다. 그러나 일직층의 중하부와 중상부에는 (녹)회색 셰일 또는 이암등이 협재되어 있어 진주층과 혼동될 때도 있다. 자색층은 역암, (역질)알코스사암, 셰일 및 이회암 등으로 구성된다. 자갈의 크기는 2~3 cm 이고 아원상이며 구성하는 암석은 규암, 편마암, 화강암 등이다. 두께 2~3 m의 규암은 자색실트스톤에 협재되어 있으며 대부분이 알코스질이고 사층리가 발달되기도 한다. 자색 이암에는 연흔과 건열이 발달한다. 하위의 진주층과는 정합 관계이다. 일직층의 하한은 진주층의 암회색층이 끝나고 처음으로 나타나는 자색층이며, 상한은 후평동층의 최하부에 해당하는 잡색역암층 직하부로 정해졌다. 의성군 단촌면 장림리와 안동시 일직면에서 남후면 고상리, 상아리, 풍천면 인금리, 병산리, 하회리, 풍산읍 마애리에 이르기까지 분포하고, 따라서 층리의 발달은 서북서-동남동 주향을 보이고 있으며 지층의 주향과 경사는 일직면 부근에서 북서 30~40°및 북동 10°이나 풍천면 인금리와 광덕리의 마늘봉 부근에서는 지층이 거의 동-서 내지 북동 60~70°의 주향을 가지며 북 내지 북서로 10~15°경사한다. 또한 북쪽의 안동 단층과 거의 평행한 주향의 축을 가지는 향사 습곡 구조를 취하고 있으며 향사 구조의 북익이자 안동 단층과 접하는 곳에서는 지층의 경사가 북동 50~80°내지는 수직층을 형성하고 있다.
백자동층(Knil, 栢子洞層)은 안동시 길안면 백자리와 고란리, 의성군 옥산면 입암리 일대에 분포하며, 1970년대 당시 의성도폭(1977)의 일직층과 동일한 층준으로 인식되었으나 천지도폭(1978)에서는 일직층 대신 백자동층이란 명칭을 사용하였다. 일직층과 그에 대비되는 칠곡층이 진주층 위에 놓이는 것과는 달리 백자동층은 선경상계 기반암 위에 놓인다. 본 층은 역암, 사암, 셰일 등으로 구성되며, 암상에 따라 3개 구간으로 나눌 수 있다. 하부의 기저역암대(300 m)는 역암 및 역질사암으로 구성된다. 중부(250 m)는 사암, 역암 및 셰일로 구성된다. 역의 크기는 직경 10 cm 내외 및 그 이하이다. 조립사암은 백색이며 중녹회색(5 G 5/1) 세립사암도 산출되며, 엽리가 잘 발달된 적색 셰일도 협재된다. 상부 세립암대(150 m)는 그 하부에 백색 조립사암과 녹회색 사암 및 셰일이 있으며 상부에 석회질 단괴를 가지는 자색(赭色) 셰일이 있다. 지층의 두께는 약 700 m이다. 본 층은 상위의 후평동층이나 하위의 기반암에 비해 침식에 대한 저항력이 약해 골짜기를 형성다.
상주영덕고속도로 사일산터널 부근(북위 36° 26′ 32.33″ 동경 128° 58′ 18.71″ / 북위 36.4423139°  동경 128.9718639° )에서 쥐라기 청송 화강암과 일직층 역암을 구분하는 북서 방향의 분지 경계 단층(안동 단층)이 확인된다. 단층면은 주향 북서 53°/경사 남서 68°의 자세를 보이며 주 단층면에서 확인되는 단층조선은 미약한 좌수향 감각을 포함하는 정단층성 운동 이후에 좌수향 횡압축성 사교 이동 운동이 있었음을 지시한다.
박진아 외(1997)는 의성군 일대에 분포하는 진주층과 일직층 사암의 광물 조성과 원소를 분석하고 기원지와 고기후를 추론하였다. 이들은 1996년 여름 의성군 봉양면에서 안동시 일직면까지 개통 직전인 중앙고속도로를 따라 야외 조사를 실시했고 고속도로변에서 노두 발달이 양호한 곳을 찾아 진주층과 일직층의 주상도를 작성했으며 64개의 사암 및 이암 시료를 채취했다. 연구 결과 진주층과 일직층은 약 3,000 m 깊이로 매몰된 것으로 추정되며 사암의 광물 성분은 대륙 지각으로부터의 유래 그리고 아건조 및 아습윤의 고기후를 지시한다.
안동시의 일직층
- 안동시 일직면 국곡리 지방도 제914호선 도로변
북위 36° 28′ 52.0″ 동경 128° 35′ 19.3″ / 북위 36.481111°  동경 128.588694°
- 안동시 남후면 고상리 중앙고속도로 도로변
- 안동시 길안면 만음리, 길안천 하천변
북위 36° 25′ 28.2″ 동경 128° 54′ 43.5″ / 북위 36.424500°  동경 128.912083°
- 안동 하회마을 부용대 (이하 동일)

### 청송군과 백석탄
청송군 안덕면 고와리의 백석탄에 분포하는 일직층의 사암으로부터 쇄설성 저어콘을 채취하여 U-Pb 연대 측정 결과 최소연령 164 Ma (쥐라기), 최대연령 2009 Ma (고원생대)의 넓은 연령 범위를 보여주었다. 그러나 선캄브리아기 시대의 연령을 보이는 저어콘은 단 2개에 불과하고 대부분의 저어콘은 트라이아스기 및 쥐라기를 지시한다. 저어콘의 U-Pb 연령 분포와 암석의 조직 등을 고려해 볼 때 일직층의 퇴적물은 트라이아스기 및 전기 쥐라기 관입암체에서 기원했을 가능성이 높다.
청송 유네스코 세계지질공원 백석탄
- 전경
- 포트홀
- 포트홀

### 의성군
의성 지질도폭(1976)에 의하면 일직층은 역암, 역질사암, 알코스사암, 셰일 및 이회암 등으로 구성되며 자색(赭色) 실트스톤 및 이암이 특징적으로 협재된다. 일직층의 중하부와 중상부에는 녹회색 또는 암회색 셰일 내지 이암이 협재된다. 의성읍 지역에서는 중하부에 두께 100~150 m의 암회색 셰일층이, 일직면 지역에서는 중상부에 두께 100~120 m의 암회색 셰일 및 이암층이 협재된다. 역암은 일직층 하부에 자색 실트스톤 내에 렌즈상으로 협재되며 자갈은 대체로 2~3 cm 크기에 규암 및 화강암질암이 대부분이고 가끔 이암이 나타난다. 역질사암은 대체로 조립사암에 해당하나 2 mm 이상의 잔자갈을 포함한다. 알코스사암은 담갈색 내지 담자갈색(淡赭褐色)을 띠며 그 구성 광물은 대부분 석영과 장석이며 곳에 따라 백운모편암이 층리에 평행하게 함유되는 경우도 있다. 지층의 두께는 750 m 내외이며, 하부의 진주층과는 정합 관계이다. 지층의 범위는 진주층의 암회색층이 끝나고 최초로 나타나는 자색(赭色)층부터 후평동층 하부에 나타나는 잡색역암 아래까지이다. 안동시 일직면과 의성군 단촌면 장림리, 안평면 석탑리-신월리, 봉양면 분토리에 분포한다.
안동시 일직면 명진리 서쪽 따웃재에 발달한 암회색 실트스톤에서 Viviparus sp.의 화석이 비교적 양호한 보존상태로 발견되었다. 일직면 국곡리 상국 부근의 녹회색 내지 녹갈색 이암에서 식물 화석 조각이 발견되었으나 보존이 불량하여 식별이 불가능하다.
의성군의 일직층
- 의성군의 지질
- 의성군 안평면 신월리 지방도 제912호선 도로변의 일직층의 노두
북위 36° 21′ 53.4″ 동경 128° 39′ 05.9″ / 북위 36.364833°  동경 128.651639°
- 의성군 단촌면 관덕리 미천 하천변의 일직층 노두
북위 36° 25′ 39.4″ 동경 128° 40′ 40.1″ / 북위 36.427611°  동경 128.677806°
- 의성군 단촌면 관덕리 미천 하천변의 일직층 노두
북위 36° 25′ 37.4″ 동경 128° 40′ 49.2″ / 북위 36.427056°  동경 128.680333°

### 군위군
군위 지질도폭(1981)에 의하면 두께는 약 400 m이며 하위의 진주층과 달리 자색(赭色)층을 함유하고 상·중·하부로 구분된다. 하부는 두께 약 130 m이며 사암, 셰일, 자색(赭色) 미사질(微砂質)셰일 및 역암으로 구성된다. 중부는 암회색대(帶)로서 셰일이 대부분이고 두께 약 70 m 정도이며, 중부의 하부에는 암회색 셰일(10~20 cm)과 단괴상 석회암층(10 내지 3 cm)의 호층으로 구성된 두께 30 m의 암회색 셰일대가 있다. 상부는 자색대(赭色帶)로서 두께 약 200 m이며 하반부는 셰일보다 사암이 우세하고, 상반부는 사암보다 셰일이 우세하며, 응회암질 자색(赭色)층이 대부분이다.
군위도폭 지역인 군위군 우보면 우보역 부근 이화리와 두북리의 일직층에서 포자화분화석이 관찰되었다. 가장 보존이 양호한 시료는 우보면 두북리의 녹회색층으로부터 채취되었다. Corollina spp., Clavatipollenites minutes, Retimonocolpites peroreticulatus, Retimonocolpites sp., Tricolpites sp.와 같은 화석의 산출로 미루어 일직층은 백악기 압트절(Aptian) 내지 초기 알비절(Albian)에 퇴적된 것으로 해석된다.
대율 지질도폭(1981)에 의하면 하부의 동명(진주)층과는 정합 관계로서 자색(赭色) 실트스톤을 협재한다는 점에서 구별된다. 주요 구성 암석은 역암, 역질사암, 사암, 실트스톤, 이회암, 이암 및 셰일 등이다. 본 층에서 Estheria sp., Ostracod gen.et.sp.indet의 동물화석과 형태를 알아보기 힘든 식물 화석의 줄기가 발견되었다. 본 지층은 대체로 북동 10~15°의 주향과 남동 10~15°의 경사, 700 m의 두께를 가지며 우보면 달산리에서 부계면 신화리, 춘산리를 지나 팔공산 화강암에 의해 그 남쪽 부분이 절단된다. 군위군 부계면 신화리~창평리 간 지방도 제919호선 도로변 절개사면에는 아래 사진과 같이 일직층이 대규모로 드러나 있다.
군위군의 일직층
- 군위군 부계면 신화리~창평리 지방도 제919호선 도로변 (이하 동일)
- 군위군 부계면 춘산리 서측 계곡 춘산1길 135 부근에 드러난 경상 누층군 중부 일직층의 노두
북위 36° 04′ 39.9″ 동경 128° 38′ 36.6″ / 북위 36.077750°  동경 128.643500°

| 도폭     | 구성 암석 | 산출 화석      | 두께 (m)    | 지층명   |
| -------- | --- | -------------- | ----------- | -------- |
| 안동도폭 | 자색 실트스톤과 이암, 역암, (역질)알코스사암, 알코스사암, 셰일 및 이회암 등                                             | -              |             |          |
| 의성도폭 | 역암, 역질사암, 알코스사암, 셰일 및 이회암, 암회색 셰일과 자색(赭色) 실트스톤 및 이암 협재                              | Viviparus sp.  | 750         | 일직층   |
| 천지도폭 | (상부 세립암대) 백색 조립사암과 녹회색 사암 및 (자색) 셰일 (중부) 사암, 역암 및 셰일 (하부 기저역암대) 역암 및 역질사암 | -              | 150 250 300 | 백자동층 |
| 군위도폭 | (상부 자색대) 셰일, 사암 (중부) 암회색 셰일과 단괴상 석회암의 호층 (하부) 사암, 셰일, 자색 미사질셰일 및 역암           | -              | 200 30 130  | 일직층   |
| 대율도폭 | 역암, 역질사암, 사암, 실트스톤, 이회암, 이암 및 셰일                                                                    | 동물, 식물화석 | 700         | 일직층   |

## 같이 보기
- 한국의 지질
- 경상 누층군
- 칠곡층
- 진주층
- 후평동층
- 안동 단층
- 안동시의 지질
- 의성군의 지질
- 청송군의 지질